# Gewöhnliche Brenndolde
Die Brenndolden-Silge, auch Gewöhnliche oder Sumpf-Brenndolde (Selinum dubium (Schkuhr) Leute, Syn.: Cnidium dubium (Schkuhr) Thell., Kadenia dubia (Schkuhr) Lavrova & V.N.Tikhom.) ist eine Pflanzenart aus der Gattung Silgen (Selinum) innerhalb der Familie der Doldenblütler (Apiaceae).

## Beschreibung

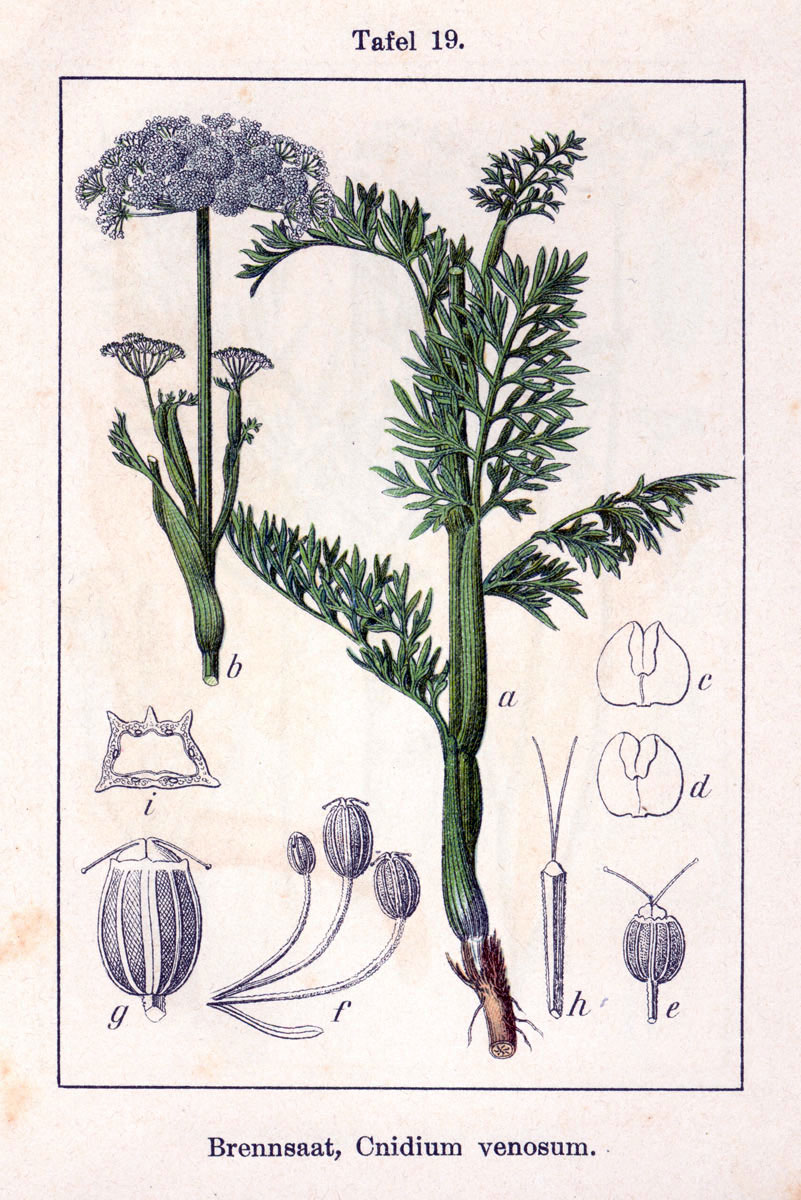
Illustration aus Sturm

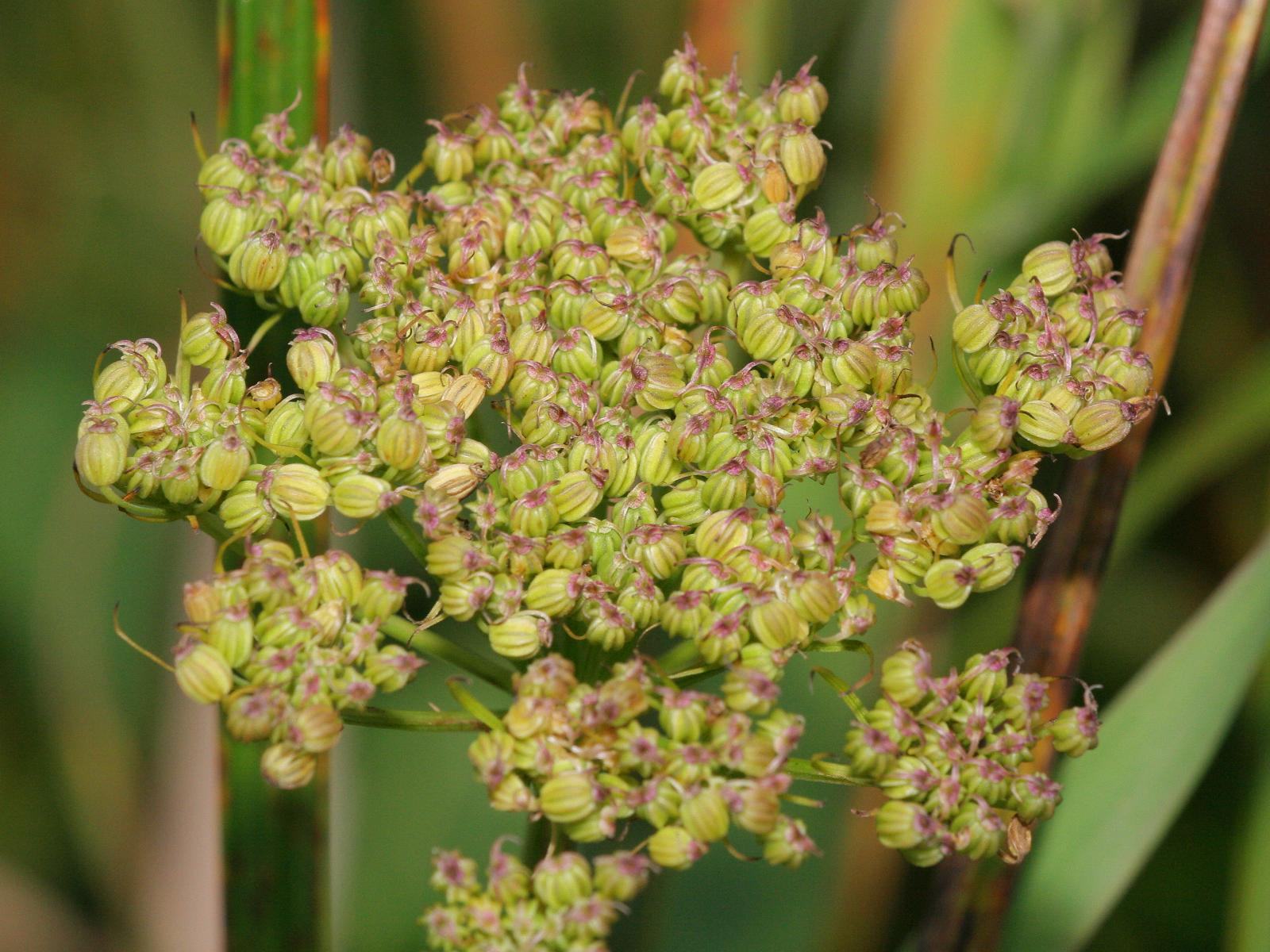
Fruchtstand

### Vegetative Merkmale
Die Gewöhnliche Brenndolde ist eine zweijährige bis mehrjährige krautige Pflanze. Sie ist schlank und erreicht Wuchshöhen von 30 bis 100 Zentimetern. Sie ist gänzlich kahl, unverzweigt (bis wenig verzweigt) und entfernt beblättert. Die Laubblätter sind zwei- bis dreifach fiederschnittig und besitzen lineale, 1 bis 2 Millimeter breite, am Rand schmal umgeschlagene Blattzipfel mit weißen Stachelspitzen. Die Blattunterseite ist bläulich-grün, der Rand ist feingezäckelt rau. Die unteren Laubblätter sind kurz gestielt, die oberen auf den Blattscheiden sitzend, die obersten oft verkümmert. Die Blattscheiden sind breit hautrandig und haben an der Spitze jederseits ein vorgezogenes Öhrchen.

### Generative Merkmale
Die Blütezeit reicht von Mitte Juli bis Oktober. Der doppeldoldige Blütenstand besitzt keine oder nur wenige Hüllblätter. Er besitzt 20 bis 30 Doldenstrahlen. Die zahlreichen Hüllchenblätter sind linealisch-pfriemlich und etwa so lang wie die Strahlen der Döldchen. Die Kronblätter sind weiß, etwa 0,75 bis 1 Millimeter lang, elliptisch oder eiförmig und haben an der Spitze ein breites eingeschlagenes Läppchen. Die 2 Griffel sind zur Reifezeit etwa 1,5 Millimeter lang, länger als das niedrig kegelförmige Griffelpolster und über dieses zurückgebogen. Die Frucht ist eiförmig bis fast kugelig und 2 bis 2,5 Millimeter lang. Ihr größter Querdurchmesser ist 1,5 bis 2 Millimeter. Die Teilfrucht besitzt fünf deutlich hervortretende Rippen.
Die Chromosomenzahl beträgt 2n = 22.

## Ökologie

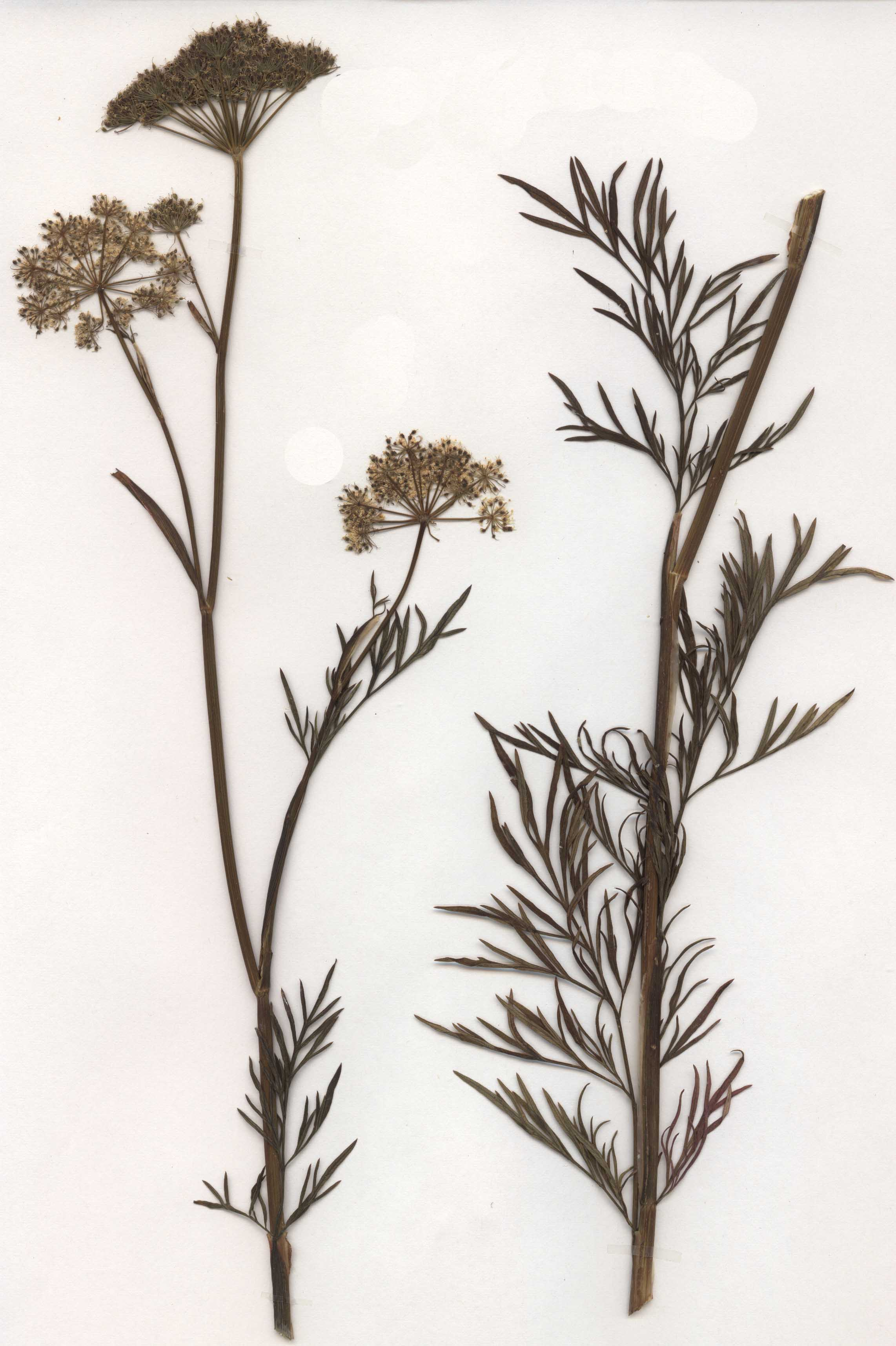
Herbarbeleg. Diese Art sollte wegen ihrer Gefährdung und Seltenheit keinesfalls gesammelt werden!

Bei der Gewöhnliche Brenndolden handelt es sich um einen Hemikryptophyten.
Nach der Mahd erfolgt keine zweite Blüte. Die vegetative Vermehrung geschieht über Ausläufer bzw. Wurzelschosse (besonders im Herbst nach der Mahd zu beobachten.)

## Vorkommen und Gefährdung
Die Gewöhnliche Brenndolde kommt in Osteuropa und Westasien (Westsibirien) vor. Die Westgrenze verläuft an der Ostküste von Südschweden nach Deutschland und Österreich hinein. Sie ist ein kontinentales Florenelement, das heißt, das Kerngebiet der Verbreitung ist das kontinentale Europa; sie meidet das atlantische Klima. Sie kommt in Mitteleuropa selten vor. Sie kommt in Europa vor in den Ländern Frankreich, Deutschland, Dänemark, Schweden, Tschechien, Österreich, Ungarn, Polen, Litauen, Lettland, Estland, Slowakei, Moldawien, Russland, Weißrussland, Rumänien und in der Ukraine. In der Schweiz fehlt die Art.
Selinum dubium ist in Deutschland meist selten in Nord- und Nordostdeutschland, Thüringen, Sachsen, Hessen, Nordbayern und der mittleren bzw. nördlichen Oberrheinebene zu finden. Sie wurde 1996 in Deutschland in Kategorie 2- = „stark gefährdet“ eingestuft.
Selinum dubium wächst an feuchten bis nassen, zeitweise überfluteten, kalkarmen, sauren, doch basenreichen bis (schwach) kalkhaltigen, basischen Stellen. Sie bevorzugt nicht gedüngte nährstoffarme Streuwiesen auf humosen wie schluffigen Böden. Selinum dubium ist Kennart einer eigenen Gesellschaft (Cnidio-Violetum), die zum Verband des Cnidion, zu den Moorwiesen gehört.

## Taxonomie
Die Erstveröffentlichung erfolgte 1791 unter dem Namen Seseli dubium Schkuhr durch Christian Schkuhr in Botanisches Handbuch der mehresten theils in Deutschland wildwachsenden, theils ausländischen in Deutschland unter freyem Himmel ausdauernden Gewächse, Band 1, S. 217. Synonyme für Seseli dubium Schkuhr sind: Cnidium dubium (Schkuhr) Thell., Selinum dubium (Schkuhr) Leute, Kadenia dubia (Schkuhr) Lavrova & V.N.Tikhom., Seseli venosum Hoffm. nom. illeg., Cnidium venosum (Hoffm.) W.D.J.Koch nom. illeg., Selinum venosum (Hoffm.) Prantl nom. illeg.
Früher wurde diese Art als zu einer anderen Gattung der Brenndolden (Cnidium) zugehörig angesehen. Der wissenschaftliche Name lautete dann Cnidium dubium (Schkuhr) Thell.

## Bilder

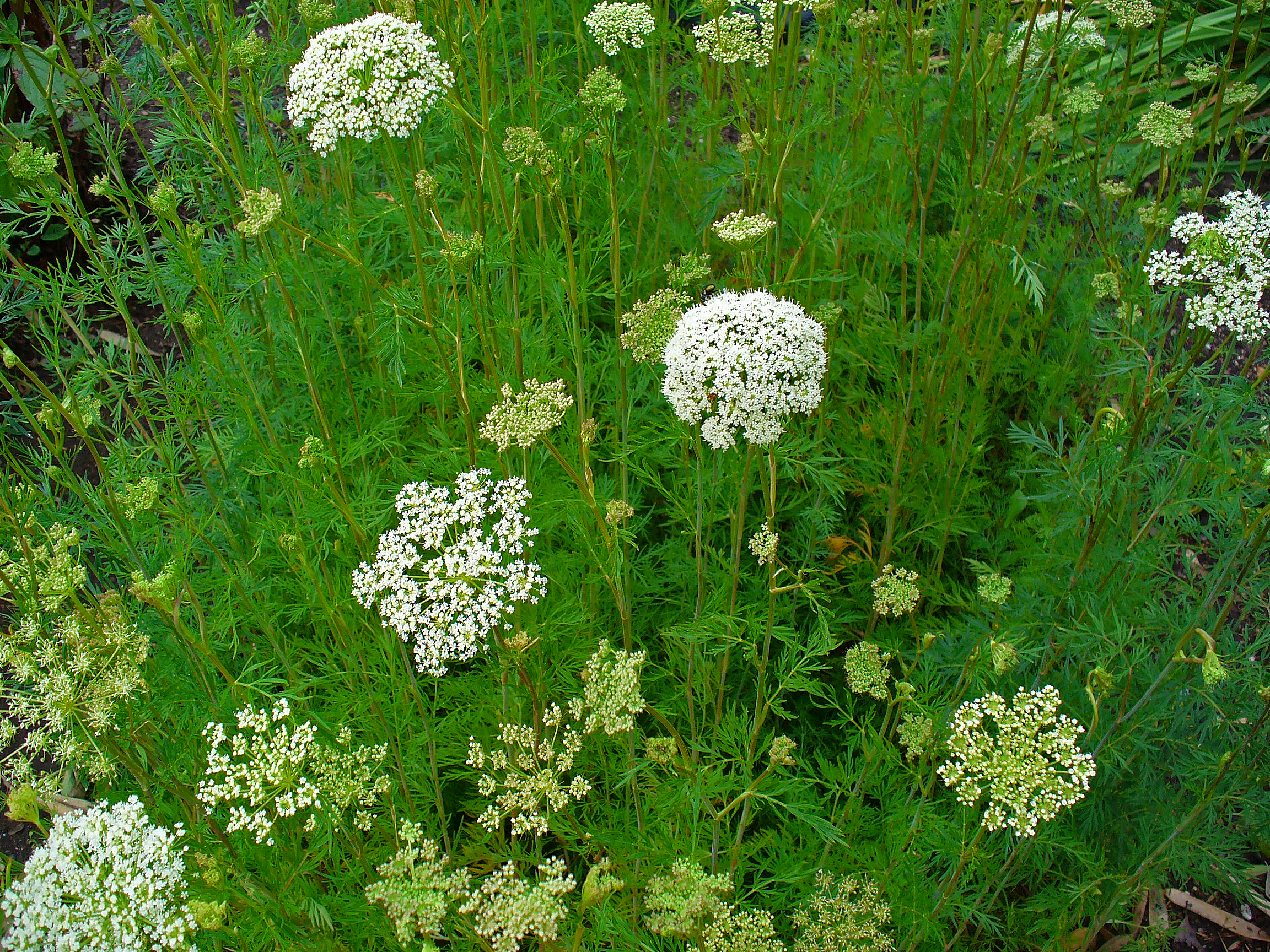
Habitus
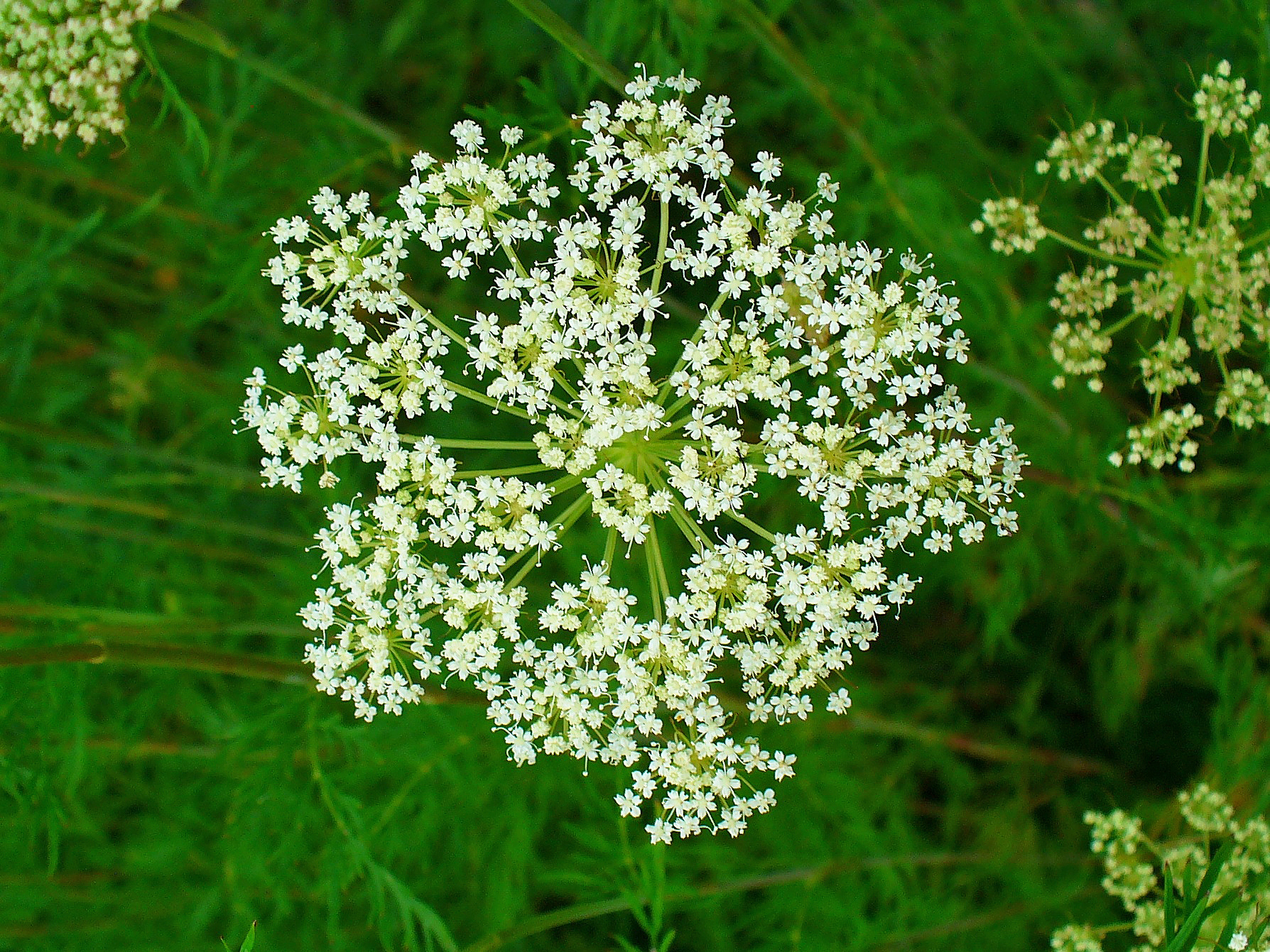
Doppeldoldiger Blütenstand
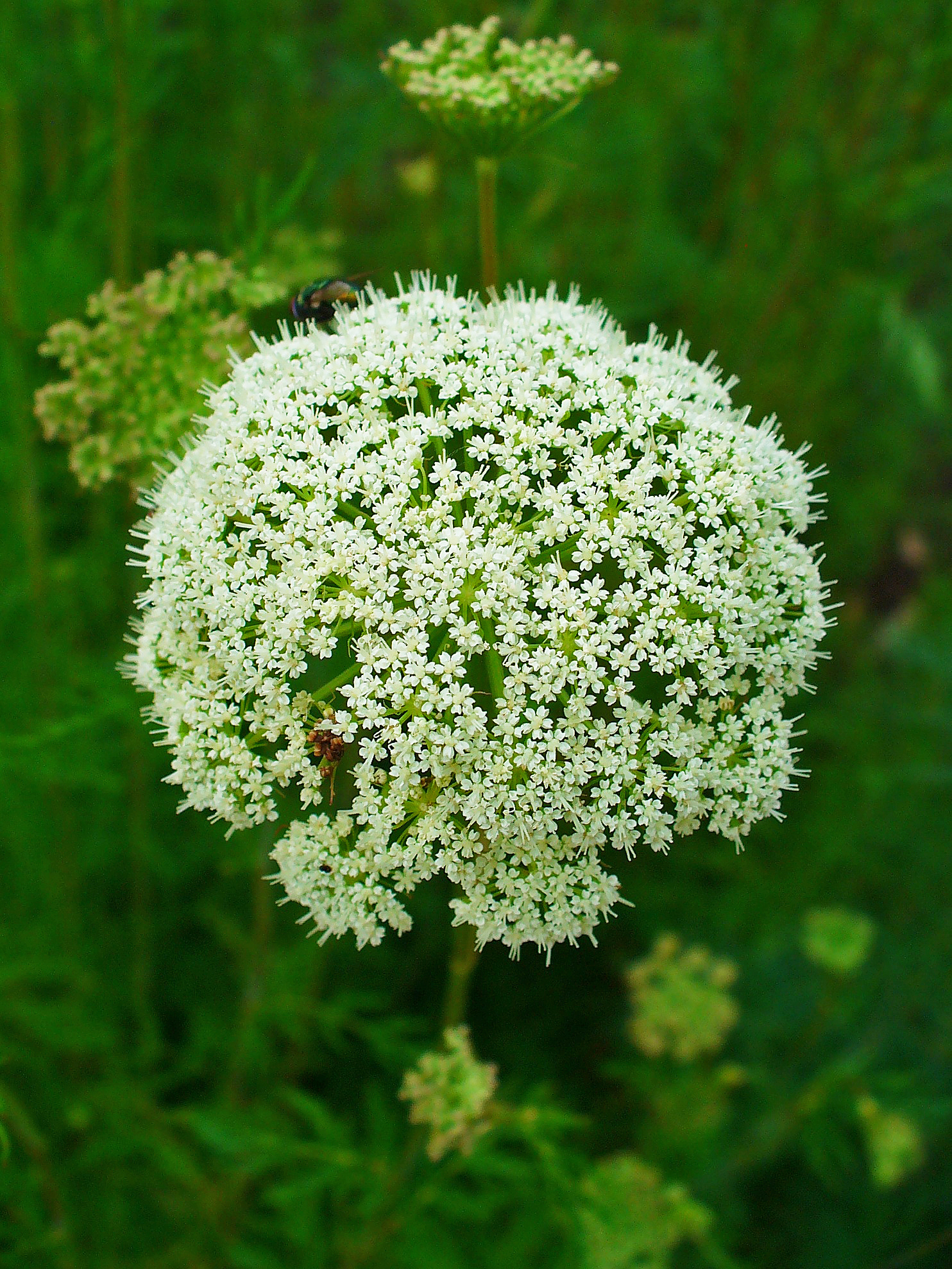
Doppeldoldiger Blütenstand
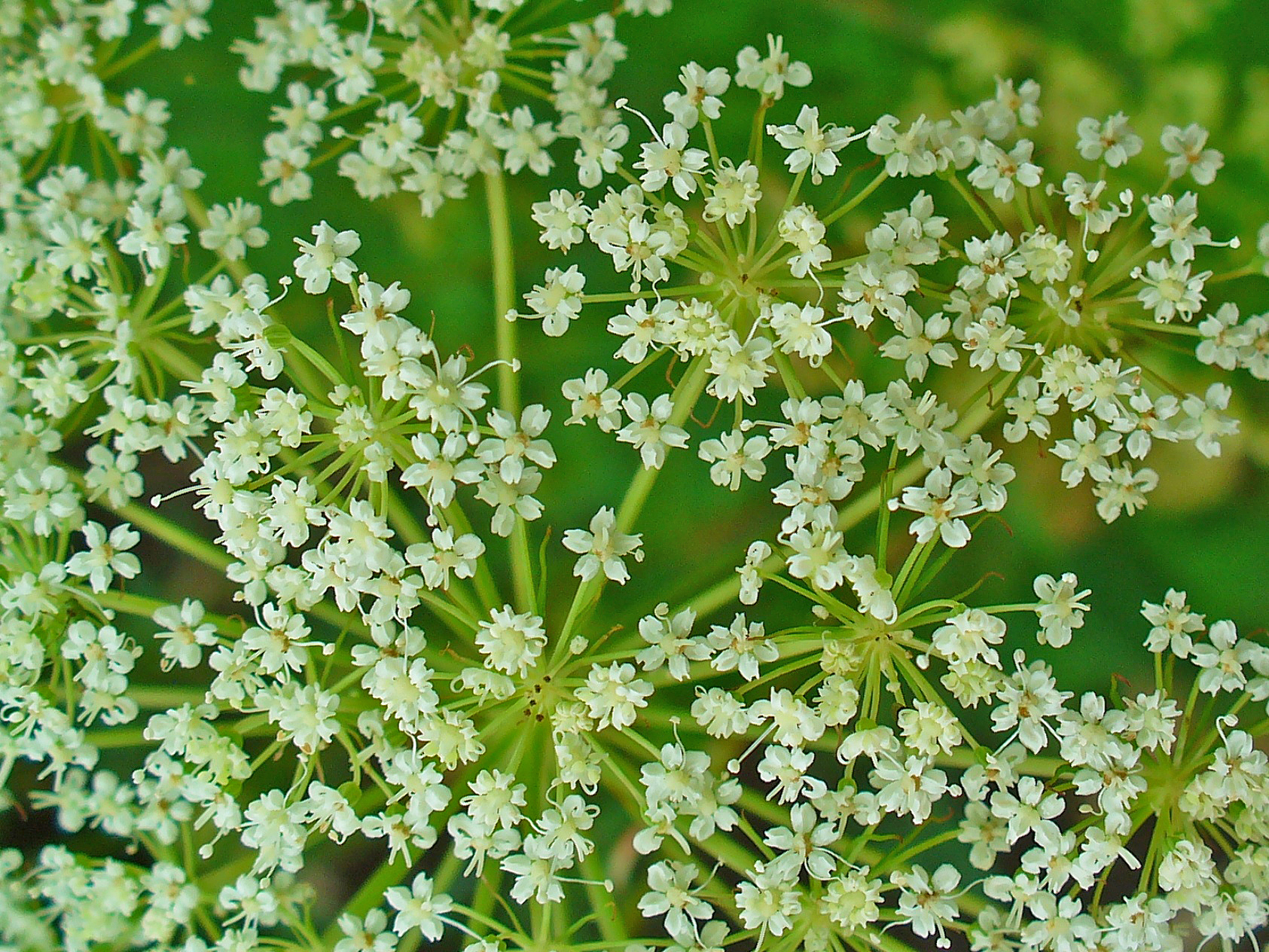
Ausschnitt eines Blütenstandes